# On aura le ciel
On aura le ciel (pol. Będziemy w niebie) – singiel francuskiej piosenkarki Sofii Mestari napisany przez Benoît Heinricha i Pierre’a Legaya i wydany w 2000 roku na debiutanckiej płycie studyjnej artystki o tym samym tytule.
W 2000 roku utwór reprezentował Francję w 45. Konkursie Piosenki Eurowizji dzięki wygraniu w lutym finału krajowych eliminacji eurowizyjnych po zajęciu pierwszego miejsca w głosowaniu jurorów i drugiego w głosowaniu telewidzów. 13 maja Mestari zaprezentowała numer w finale widowiska i zajęła w nim przedostatnie, 23. miejsce z 5 punktami na koncie.

## Lista utworów
CD single
1. „On aura le ciel” – 3:29
2. „Ce que tu m’as fait” – 4:06

## Notowania na listach przebojów
| Kraj    | Lista (2000)    | Najwyższe miejsce |
| ------- | --------------- | ----------------- |
| Francja | Singles Top 100 | 50                |